# جنیفر کوک
جنیفر کوک (انگلیسی: Jennifer Cooke؛ زادهٔ ۱۹ سپتامبر ۱۹۶۴) یک هنرپیشه اهل ایالات متحده آمریکا است.
او در فیلم جمعه سیزدهم بازی کرده است.